# Neblina

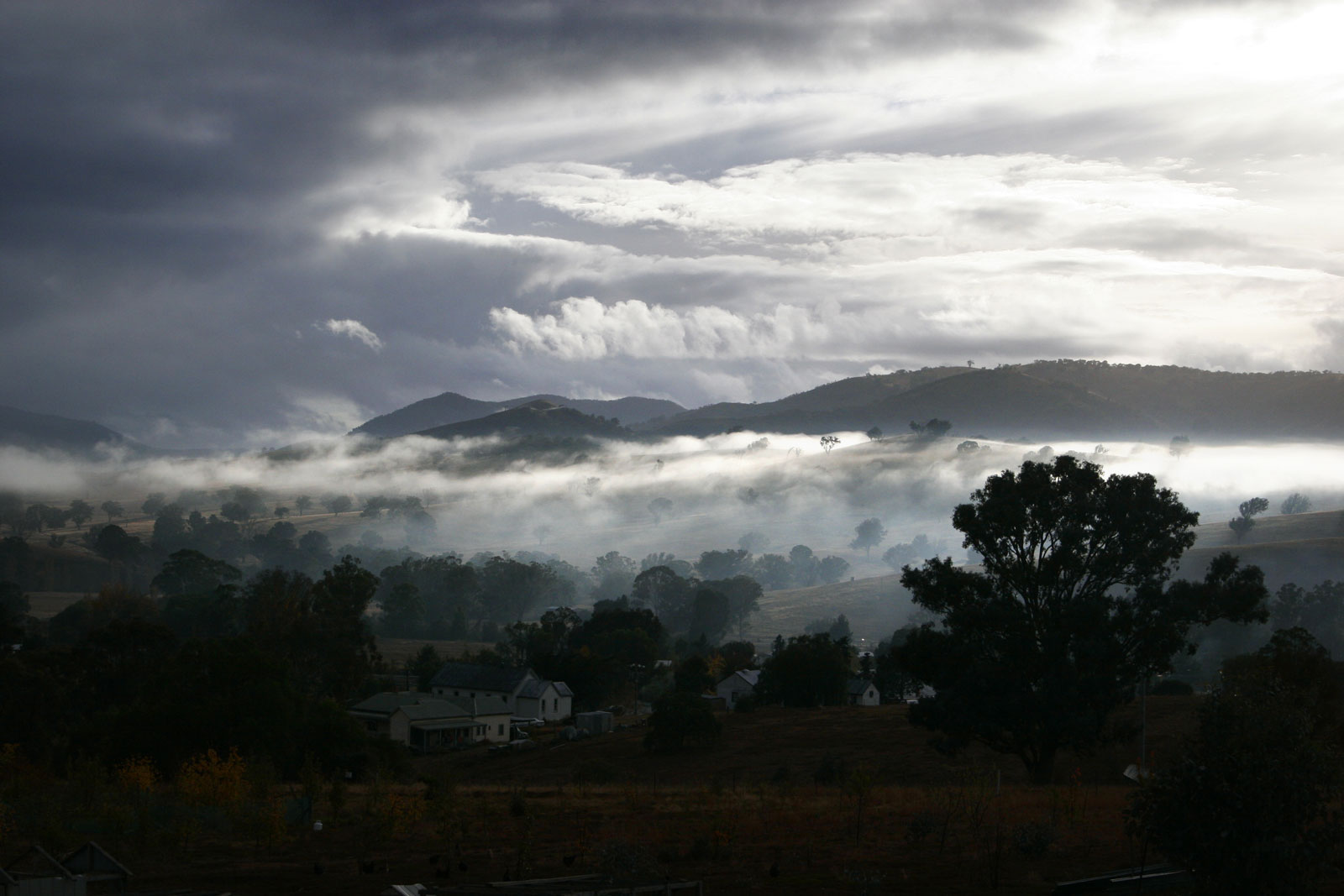
Mañana de neblina en Swifts Creek, Victoria, Australia.

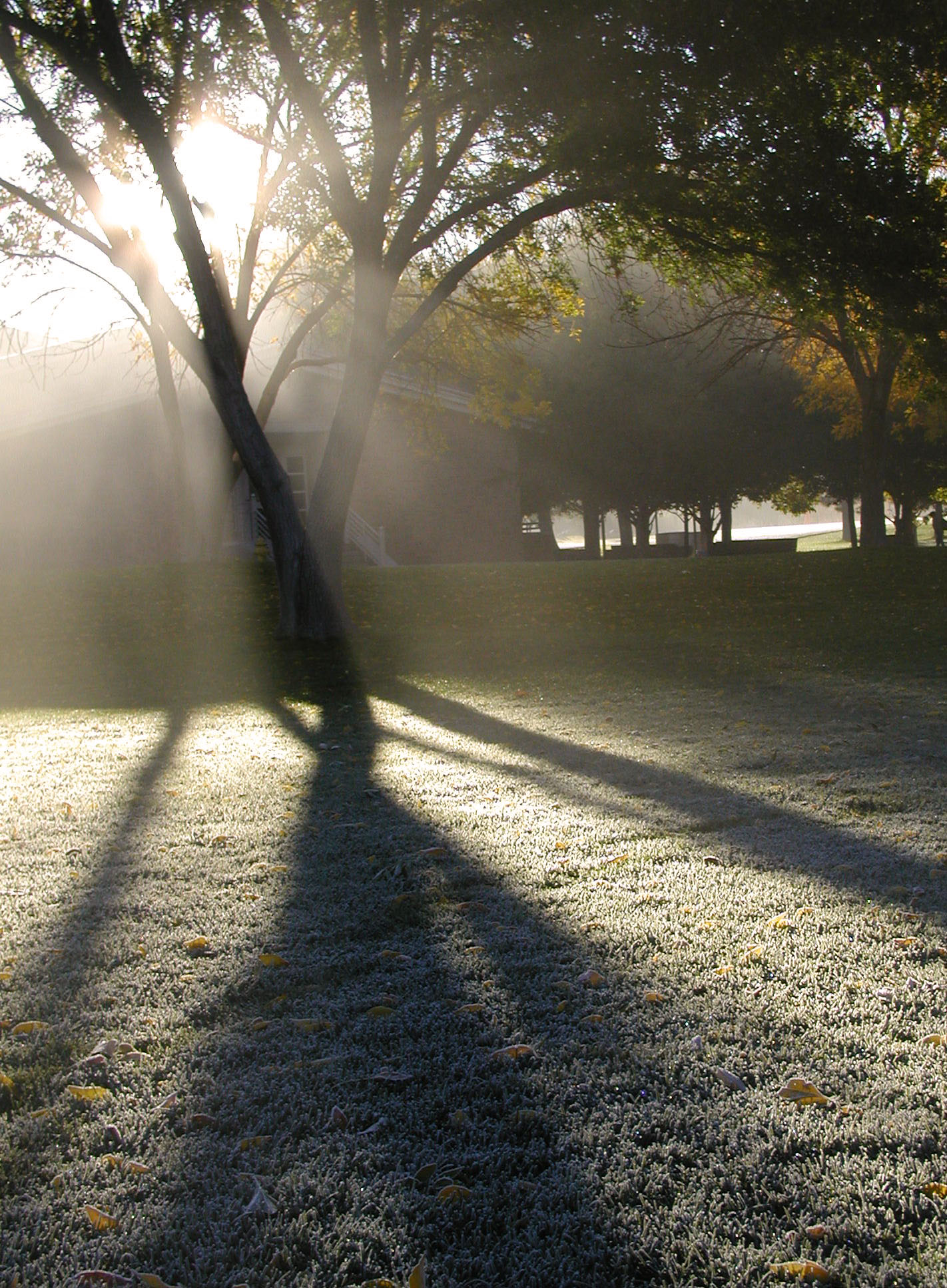
Rayos de sol se filtran a través de una fina capa de neblina en una mañana de invierno en Albuquerque, Estados Unidos.

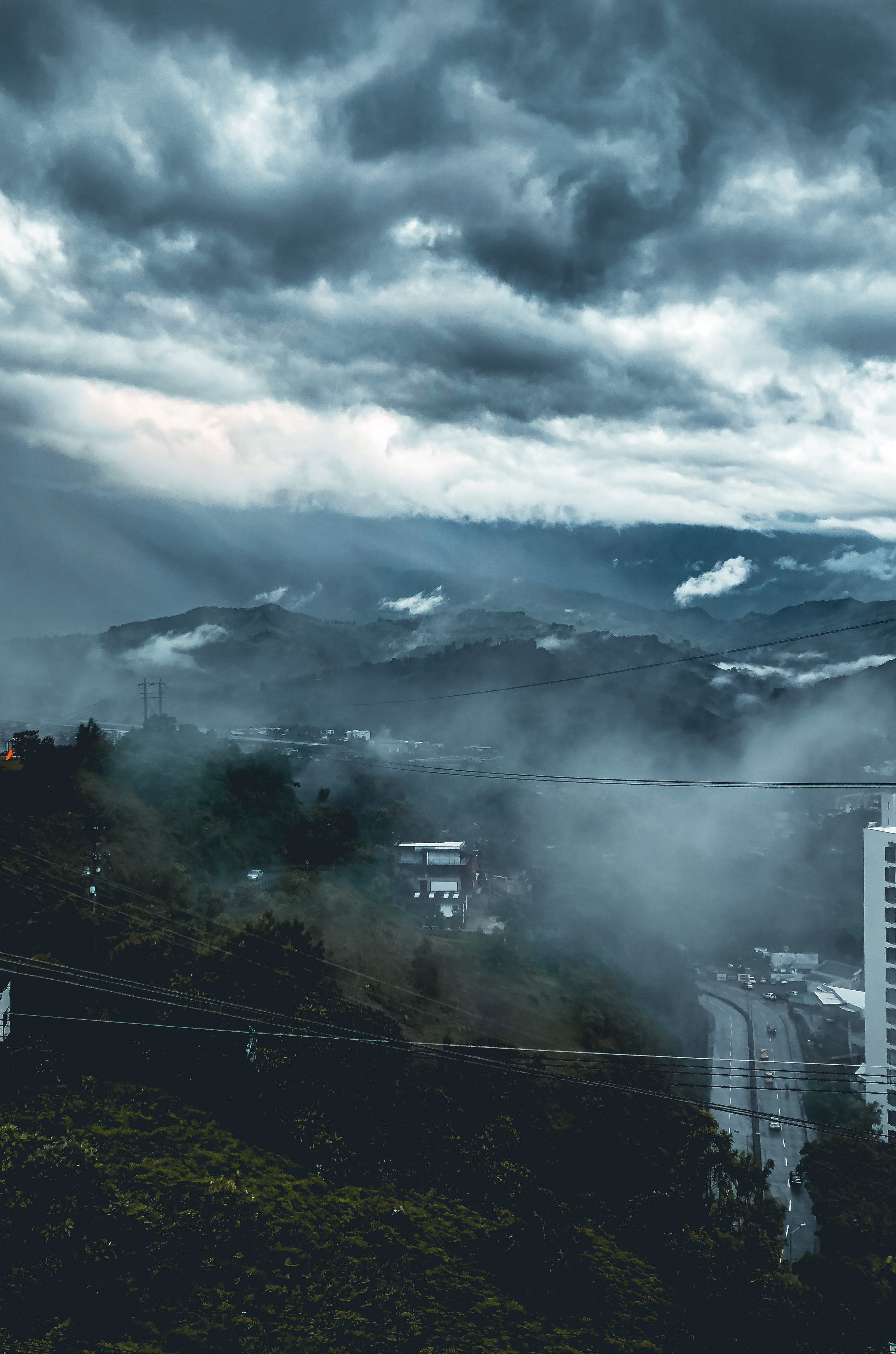
Neblina en Manizales, Colombia

La neblina es un fenómeno meteorológico, concretamente un hidrometeoro, que consiste en la suspensión de gotas de agua muy pequeñas en la atmósfera, de un tamaño situado entre 60 y 200 µm de diámetro, o de partículas higroscópicas húmedas, que reducen la visibilidad horizontal a una distancia de un kilómetro o más. Ocurre naturalmente como parte del tiempo o de la actividad volcánica. Es común en atmósfera fría debajo de aire templado. Es posible también inducir artificialmente la neblina con el uso de envases de aerosol, si las condiciones de humedad son apropiadas.
La única diferencia entre neblina y niebla es la intensidad de las partículas, que se expresa en términos de visibilidad: Si el fenómeno meteorológico da una visión de 1 km o menos, es considerado como niebla; y si permite ver a más de 1 km, el fenómeno es considerado como neblina. Visto a la distancia, la neblina toma más la tonalidad del aire (grisáceo/azulino), mientras que la niebla es más blanquecina.
La neblina hace visibles los rayos solares, por el contrario, la niebla debido a su alta densidad de partículas no hace visibles los rayos solares. 

## Comparación entre la neblina y otros fenómenos meteorológicos
| Meteoro  | Visibilidad | Humedad  | Aerosol                  |
| -------- | ----------- | -------- | ------------------------ |
| Niebla   | < 1 km      | 90-100 % | Agua o hielo             |
| Neblina  | 1 a 5 km    | 80-90 %  | Agua o hielo             |
| Lluvia   | < 3 km      | 100 %    | Agua o hielo condensados |
| Llovizna | < 1 km      | 100 %    | Agua o hielo condensados |
| Calima   | > 2 km      | < 80 %   | Partículas sólidas       |
| Bruma    | < 2 km      | < 80%    | Partículas sólidas       |

## Captación de neblina
La neblina se logra captar, extendiendo redes de malla plástica colocadas verticalmente. Las pequeñas gotas se depositan en la trama de la tela y al aumentar de tamaño son atraídas por la gravedad o pueden ser conducidas a un tanque de almacenamiento para su uso tanto como agua potable o como agua para riego.

## Símbolos meteorológicos
| Símbolo | Número | Descripción |
| ------- | ------ | ----------- |
|         | 10     | Neblina     |